# Vieille-Église
Pour les articles homonymes, voir Vieille église et Vieille.
Vieille-Église (Oudekerke en flamand) est une commune française située dans le département du Pas-de-Calais en région Hauts-de-France.
La commune fait partie de la communauté de communes de la région d'Audruicq qui regroupe 15 communes et compte 28 077 habitants en 2021.

## Géographie

### Localisation
Localisée dans le nord du département du Pas-de-Calais, dans le Calaisis et proche de la mer du Nord (8 km), Vieille-Église est une commune, bordée, au sud, par le canal de Calais et située, à vol d'oiseau, à 16 km à l'est de la commune de Calais (chef-lieu d'arrondissement) et à 22 km au sud-ouest de la commune de Dunkerque (aire d'attraction). Édifiée sur un territoire de polders, son altitude varie de 2  à   4 mètres.
Le territoire de la commune est limitrophe de ceux de quatre communes.
Les communes limitrophes sont Oye-Plage, Audruicq, Nouvelle-Église et Saint-Omer-Capelle.

### Géologie et relief
La superficie de la commune est de 21,12 km2 ; son altitude varie de 1  à   5 mètres.

### Hydrographie

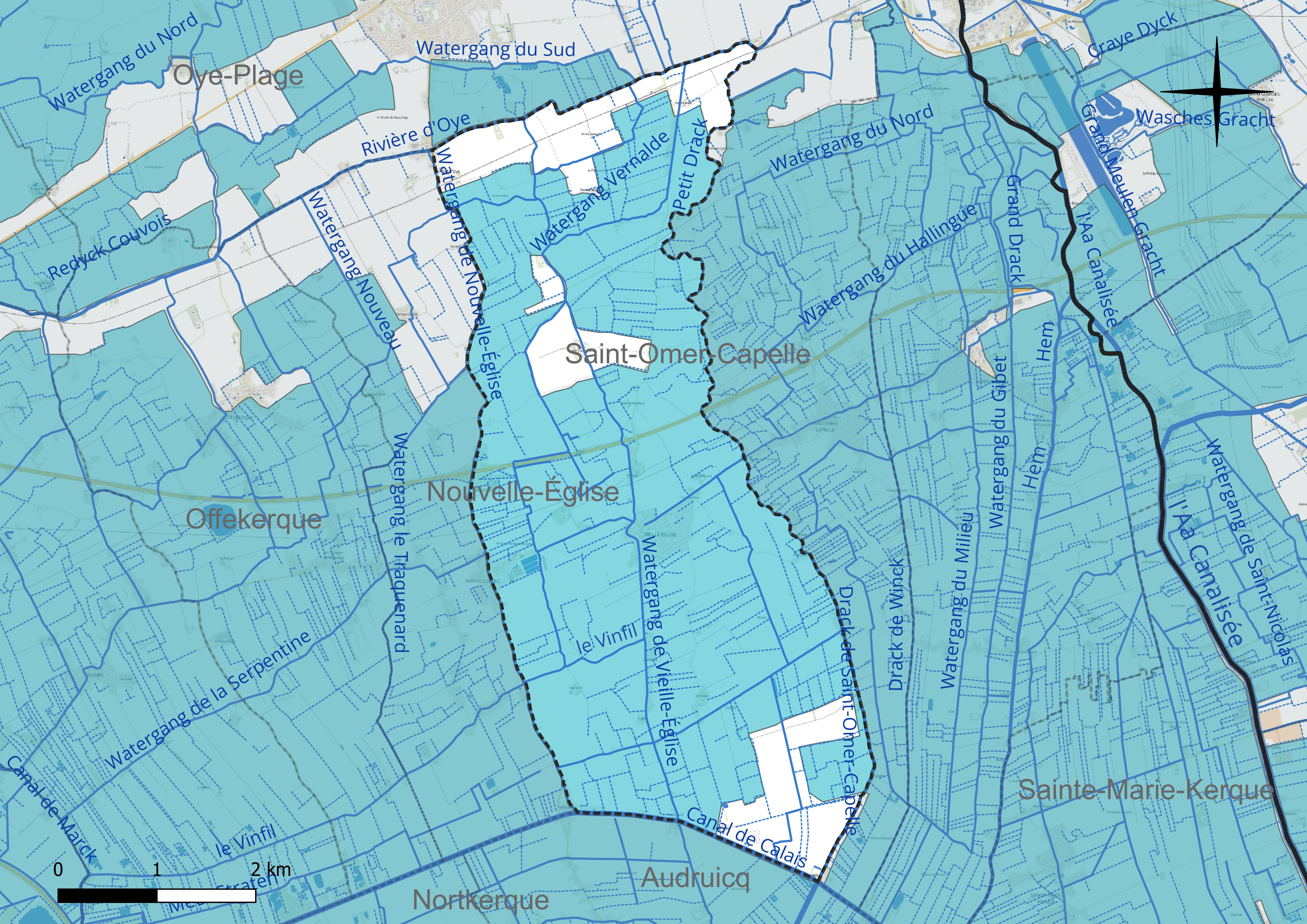
Réseau hydrographique de Vieille-Église.

La commune, située dans le bassin Artois-Picardie, est, selon le Service d'administration nationale des données et référentiels sur l'eau (Sandre), parcourue par de nombreux canaux de drainage ou watergangs qui se jettent dans le canal de Calais, celui d'Audruicq, la rivière rivière d'Oye, un affluent du fleuve côtier l'Aa canalisée, le Vinfil, cours d'eau naturel non navigable de 6,38 km, qui prend sa source dans la commune et se jette dans le canal de Marck au niveau de la commune d'Ardres, le Grand Drack, d'une longueur de 7,22 km qui prend sa source dans la commune et se jette dans la rivière d'Oye au niveau de la commune de Gravelines, le Petit Drack, d'une longueur de 5,68 km qui prend sa source dans la commune et se jette dans la rivière d'Oye au niveau de la commune de Saint-Omer-Capelle, et le drack de Saint-Omer-Capelle, d'une longueur de 4,8 km qui prend sa source dans la commune et se jette dans le canal de Calais au niveau de la commune d'Audruicq.

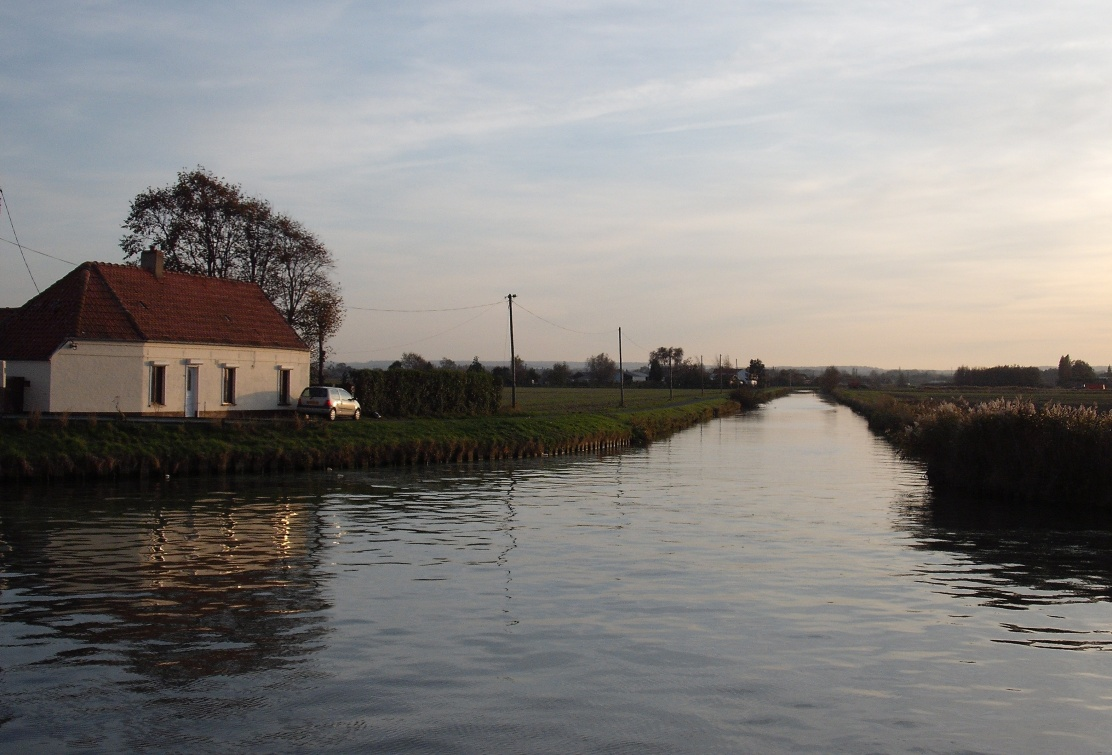
Le canal d'Audruicq.
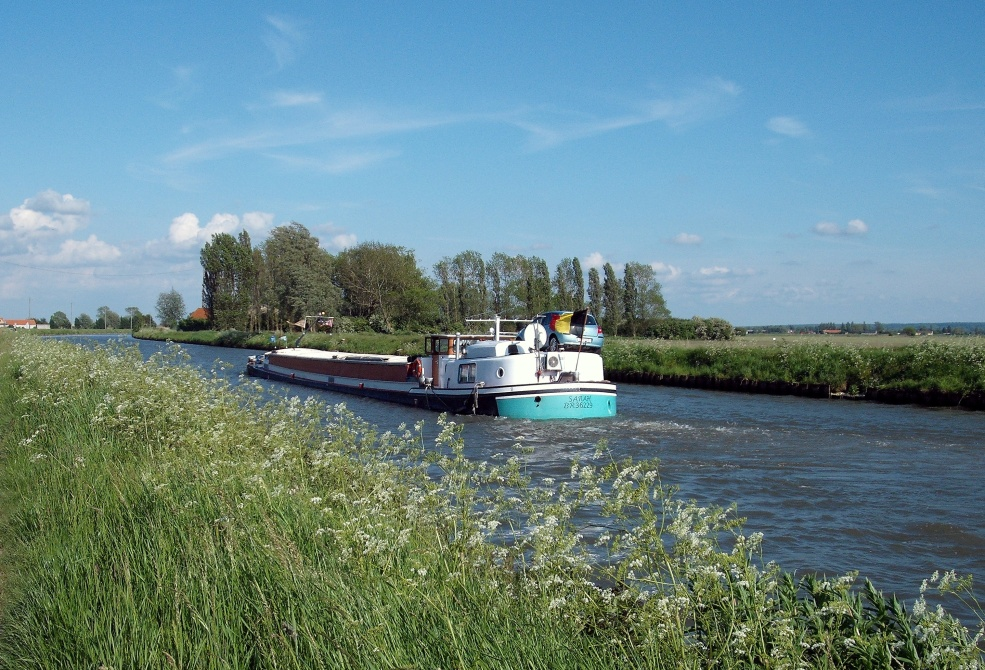
Une péniche sur le canal de Calais.
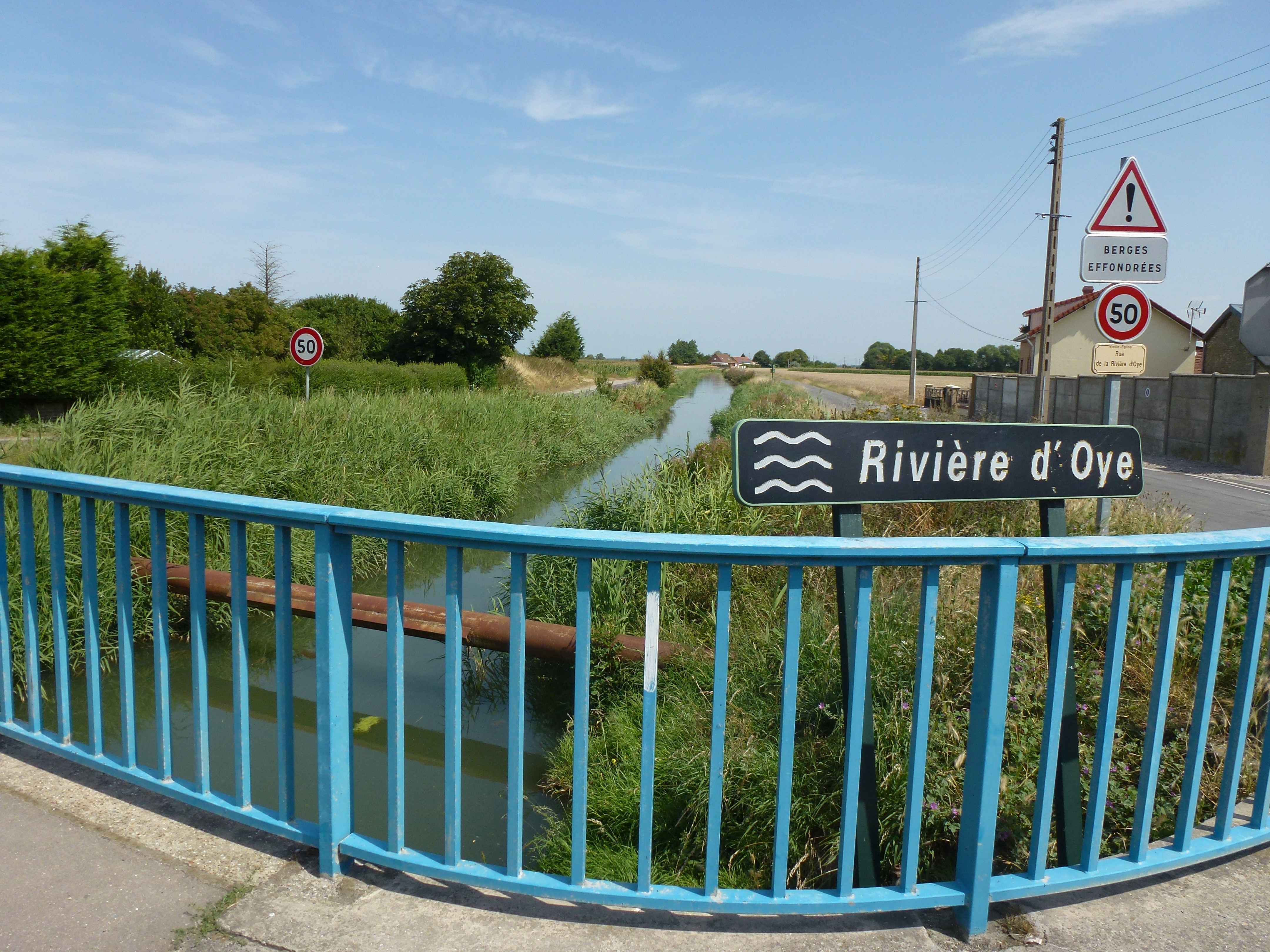
L'Oye à Pont d'Oye.

### Climat
Pour des articles plus généraux, voir Climat des Hauts-de-France et Climat du Pas-de-Calais.
En 2010, le climat de la commune est de type climat océanique altéré, selon une étude du CNRS s'appuyant sur une série de données couvrant la période 1971-2000. En 2020, Météo-France publie une typologie des climats de la France métropolitaine dans laquelle la commune est exposée à un climat océanique et est dans la région climatique Côtes de la Manche orientale, caractérisée par un faible ensoleillement (1 550 h/an) ; forte humidité de l’air (plus de 20 h/jour avec humidité relative > 80 % en hiver), vents forts fréquents.
Pour la période 1971-2000, la température annuelle moyenne est de 10,8 °C, avec une amplitude thermique annuelle de 13,5 °C. Le cumul annuel moyen de précipitations est de 724 mm, avec 12,1 jours de précipitations en janvier et 7,7 jours en juillet. Pour la période 1991-2020, la température moyenne annuelle observée sur la station météorologique la plus proche, située sur la commune de Marck à 9 km à vol d'oiseau, est de 11,0 °C et le cumul annuel moyen de précipitations est de 737,1 mm,. Pour l'avenir, les paramètres climatiques de la commune estimés pour 2050 selon différents scénarios d'émission de gaz à effet de serre sont consultables sur un site dédié publié par Météo-France en novembre 2022.

### Milieux naturels et biodiversité

#### Zone naturelle d'intérêt écologique, faunistique et floristique
L’inventaire des zones naturelles d'intérêt écologique, faunistique et floristique (ZNIEFF) a pour objectif de réaliser une couverture des zones les plus intéressantes sur le plan écologique, essentiellement dans la perspective d’améliorer la connaissance du patrimoine naturel national et de fournir aux différents décideurs un outil d’aide à la prise en compte de l’environnement dans l’aménagement du territoire.
Le territoire communal comprend une ZNIEFF de type 2 : la plaine maritime flamande entre Watten, Loon-Plage et Oye-Plage, d’une superficie de 19 150 hectares et d'une altitude variant de 0  à   8 mètres. La plaine maritime flamande est composé d’habitats naturels, semi-naturels et artificiels qui ont conservé une réelle valeur biologique, tant floristique que faunistique.

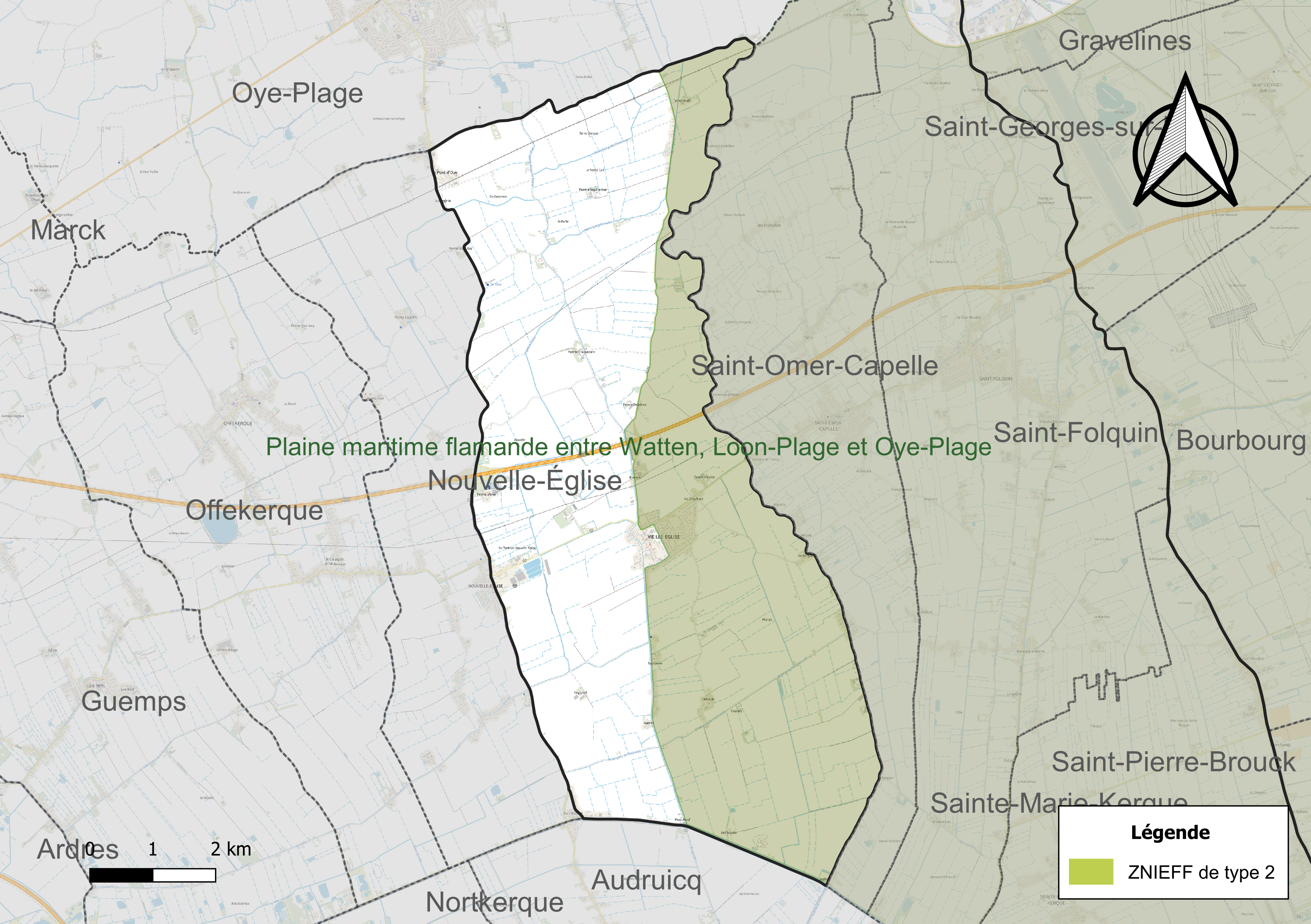
Carte de la ZNIEFF sur la commune.

## Urbanisme

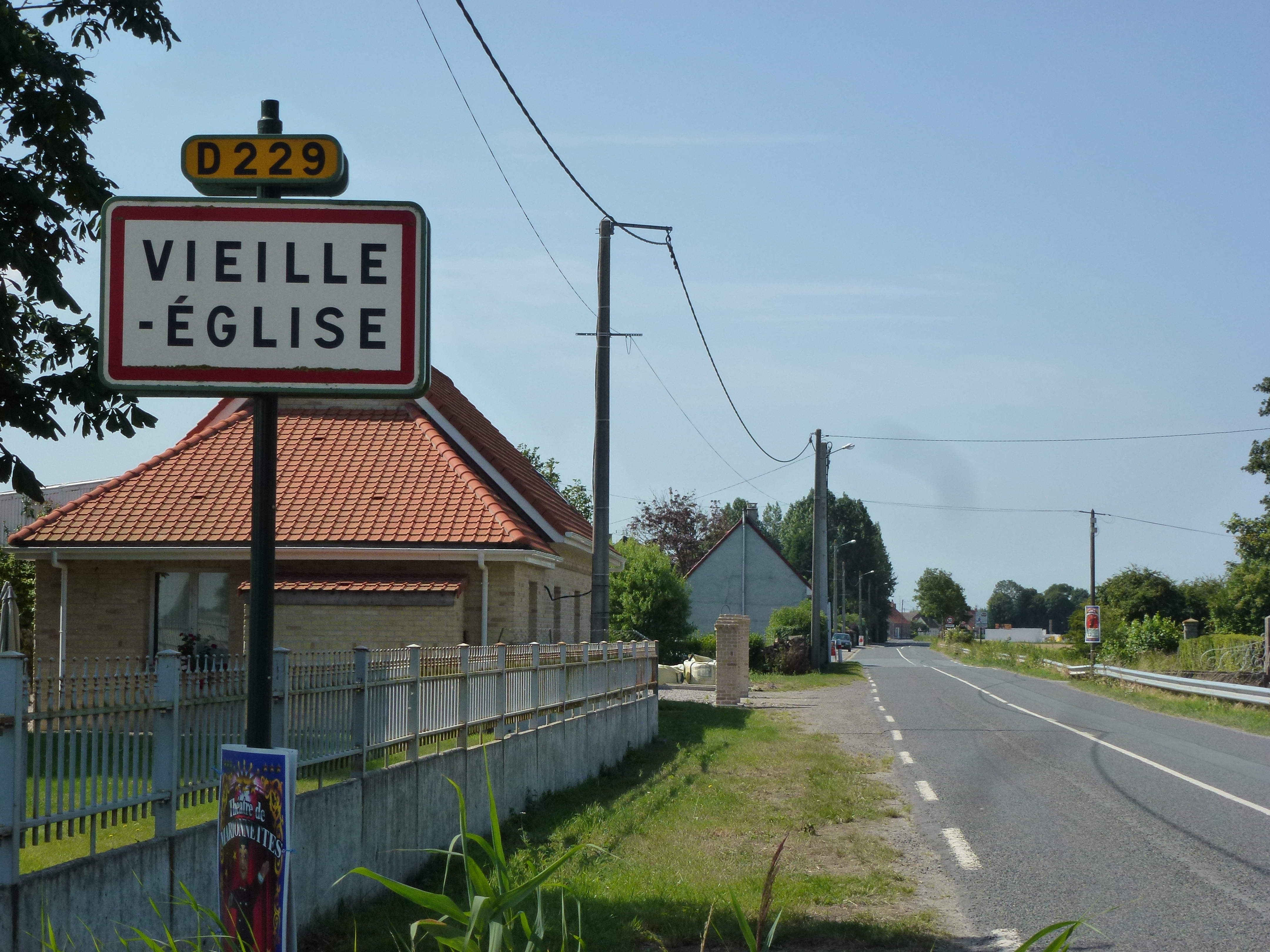
Entrée de Vieille-Église du côté de Saint-Omer-Capelle.
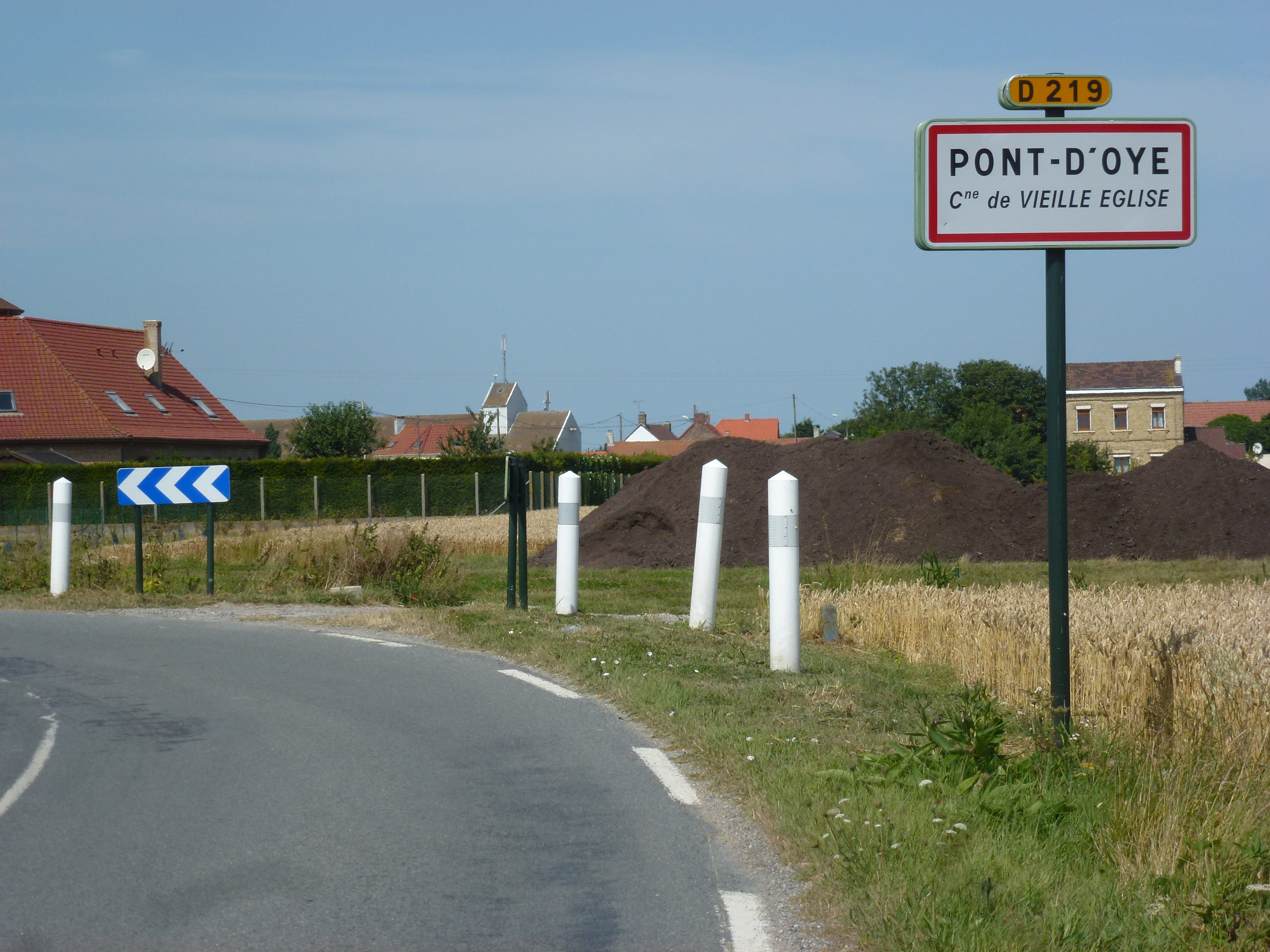
Entrée de Pont-d'Oye du côté de Vieille-Église.

### Typologie
Au 1er janvier 2024, Vieille-Église est catégorisée bourg rural, selon la nouvelle grille communale de densité à sept niveaux définie par l'Insee en 2022.
Elle est située hors unité urbaine. Par ailleurs la commune fait partie de l'aire d'attraction de Dunkerque, dont elle est une commune de la couronne,. Cette aire, qui regroupe 66 communes, est catégorisée dans les aires de 200 000 à moins de 700 000 habitants,.

### Occupation des sols
L'occupation des sols de la commune, telle qu'elle ressort de la base de données européenne d’occupation biophysique des sols Corine Land Cover (CLC), est marquée par l'importance des territoires agricoles (97,2 % en 2018), en diminution par rapport à 1990 (98,8 %). La répartition détaillée en 2018 est la suivante :
terres arables (97,2 %), zones urbanisées (1,9 %), zones industrielles ou commerciales et réseaux de communication (0,9 %). L'évolution de l’occupation des sols de la commune et de ses infrastructures peut être observée sur les différentes représentations cartographiques du territoire : la carte de Cassini (XVIIIe siècle), la carte d'état-major (1820-1866) et les cartes ou photos aériennes de l'IGN pour la période actuelle (1950 à aujourd'hui).

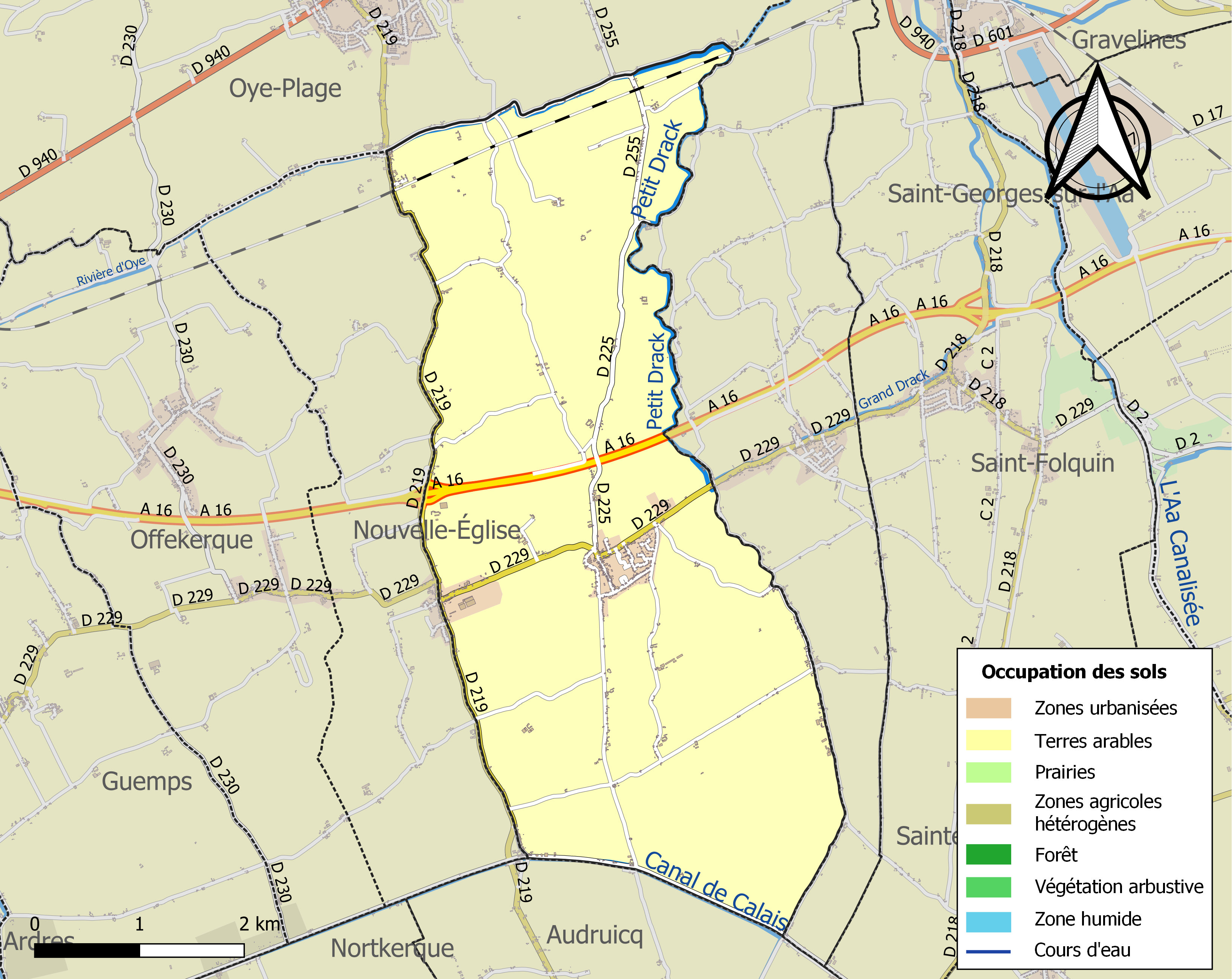
Carte des infrastructures et de l'occupation des sols de la commune en 2018 (CLC).

### Lieux-dits, hameaux et écarts
Établi de part et d'autre de l'Oye, le hameau de Pont-d'Oye est partagé entre les deux communes de Vieille-Église et d'Oye-Plage.

### Voies de communication et transports
Le territoire communal est traversé par l'autoroute A16 et la ligne de Coudekerque-Branche aux Fontinettes.

## Toponymie
Le nom de la localité est attesté sous les formes Sancti Audomari Kerke (1119) ; Odinkerka (1119-1124) ; Sancti Audomari Kerca (1132) ; Odenkerka (1140) ; Sancti Audomari Kerka (1147) ; Odecherca (1157) ; Sancti Audomari Ecclesia (1225) ; Odenkerke (1227) ; Ecclesia Beati Audomari (1269-1270) ; Holkirk, Olderkike (1556) ; Église Saint-Omer (1559) ; Vielle-Glize (1566) ; Vielle-Église (1583) ; Vieille-Église ou Oude-Kerke (1739) ; L’Indivisible (1793).
En 1119, le village s’appelait Sancti Audomari Kerke, ce qui veut dire « église de Saint Omer » et presque à la même époque Odinkerka.
La première partie du nom fut prise pour le germanique oud qui veut dire « vieux » et remplacé sous la domination anglaise par old. Le village s’appelait Olderkirke en 1556. C’est ce dernier nom qui fut, ensuite, traduit par « Vieille Eglise ».
Oudekerke en flamand.
Durant la Révolution, la commune porte le nom de L'Indivisible.

## Histoire
Vieille-Église faisait partie des paroisses proches de Calais occupées par les Anglais depuis le 4 août 1347, date à laquelle ceux-ci ont pris Calais. Elle est restée anglaise pendant 150 ans jusqu'à janvier 1558, date à laquelle les Français reprennent Calais (siège de Calais 1558).
Au XVIIIe siècle, figurait dans l'église des frères mineurs capucins de Dunkerque la pierre tombale de noble messire Nicolas-Bernard-Pierre Taverne, seigneur de Vieille-Église, Nieppe, l'Ypréau, secrétaire du roi, ancien bourgmestre des villes et territoire de Dunkerque en 1762, subdélégué de l'Intendant de Flandre (réuni en 1715 à l'intendance de la généralité de Lille), né en 1714, mort le 24 novembre 1742 et de noble dame Marie Françoise de Donquer, son épouse, descendant de la noble maison de T'Serroelops, ancienne famille patricienne de Bruxelles, dame de Coudecasteele (seigneurie sur Coudekerque), de l'ammanie de Dunkerque, de Coudekerque, Labruyère, Walpré, Saint-Antoine et autres lieux, née en 1724, morte le 22 octobre 1773. Le devise des Taverne était « Par la confiance et le courage », en latin Spe et labore, en flamand Door hope en vlyt. Devise des Doncker : « Après les ténébres (ou l'obscurité) la lumière », en latin Post tenebras lux, en flamand Naer Doncker Teuwigh lighe,.
Vieille-Église a été desservie par une halte sur la ligne de Coudekerque-Branche aux Fontinettes construite par la  Compagnie des chemins de fer du Nord-Est et mise en service en 1876 par la  Compagnie des chemins de fer du Nord.
Pendant la première guerre mondiale, en 1917, Vieille-Église dépend d'un commandement d'étapes, (élément de l'armée organisant le stationnement de troupes, comprenant souvent des chevaux, pendant un temps plus ou moins long, sur les communes qui en dépendent, en arrière du front; celui-ci part de Nieuport, suit le cours de l'Yser un moment puis gagne les Monts des Flandres, et traverse le département du Pas-de-Calais avant de gagner l'est de la France; Lille, certaines villes du bassin minier du Pas-de-Calais sont sous domination allemande), situé à Nouvelle-Église, puis transféré à Saint-Folquin au 1er décembre 1917. En juillet 1917, Vieille-Église accueille entre autres, une section sanitaire anglaise. Le 26 janvier 1918, deux gendarmes du poste de Saint-Folquin, ont poursuivi pendant trois heures sur les territoires des communes de Saint-Folquin, Saint-Omer-Capelle et Vieille-Église un belge réfractaire à la loi militaire. Pris par les gendarmes, il a été conduit à Bourbourg pour être remis à l'autorité militaire belge.

## Politique et administration

### Découpage territorial
La commune se trouvait dans l'arrondissement de Saint-Omer du département du Pas-de-Calais. Par arrêté préfectoral du 20 décembre 2016, la commune en est détachée le 1er janvier 2017 pour intégrer l'arrondissement de Calais.

#### Commune et intercommunalités
Vieille-Église est membre de la communauté de communes de la Région d'Audruicq, un établissement public de coopération intercommunale (EPCI) à fiscalité propre créé fin 1993 et auquel la commune a transféré un certain nombre de ses compétences, dans les conditions déterminées par le code général des collectivités territoriales.

#### Circonscriptions administratives
La commune faisait partie du canton d'Audruicq. Dans le cadre du redécoupage cantonal de 2014 en France, cette circonscription administrative territoriale a disparu, et le canton n'est plus qu'une circonscription électorale.
Pour les élections départementales, la commune fait partie depuis 2014 du canton de Marck.

#### Circonscriptions électorales
Pour l'élection des députés, la commune fait partie de la septième circonscription du Pas-de-Calais.

### Élections municipales et communautaires

#### Liste des maires
| Période                                  | Période                        | Identité          | Étiquette | Qualité |
| ---------------------------------------- | ------------------------------ | ----------------- | --------- | --- |
| Les données manquantes sont à compléter. |                                |                   |           | |
| avant 1845                               | après 1846                     | M. Delplace       |           | Conseiller d'arrondissement                                                                                        |
| avant 1888                               |                                | M. Wissocq-Hoguet |           | |
| avant 1981                               |                                | M. Roger Delplace |           | |
| Les données manquantes sont à compléter. |                                |                   |           | |
| 1995                                     | juillet 2016                   | Dominique Pourre  |           | Vice-président de la CC de la Région d'Audruicq (? → 2016) Réélu pour le mandat 2014-2020, Mort en cours de mandat |
| 2016                                     | mai 2020                       | Anne Dehouck      |           | |
| mai 2020                                 | En cours (au 16 décembre 2020) | Olivier Levreay   |           | Conseiller en informatique,                                                                                        |

## Population et société

### Démographie
Les habitants de la commune sont appelés les Vétiéglisois'.

#### Évolution démographique
L'évolution du nombre d'habitants est connue à travers les recensements de la population effectués dans la commune depuis 1793. Pour les communes de moins de 10 000 habitants, une enquête de recensement portant sur toute la population est réalisée tous les cinq ans, les populations de référence des années intermédiaires étant quant à elles estimées par interpolation ou extrapolation. Pour la commune, le premier recensement exhaustif entrant dans le cadre du nouveau dispositif a été réalisé en 2005.

En 2022, la commune comptait 1 496 habitants, en évolution de +7,94 % par rapport à 2016 (Pas-de-Calais : −0,72 %, France hors Mayotte : +2,11 %).
| 1793 | 1800 | 1806 | 1821 | 1831 | 1836 | 1841 | 1846 | 1851 |
| ---- | ---- | ---- | ---- | ---- | ---- | ---- | ---- | ---- |
| 891  | 869  | 841  | 847  | 804  | 805  | 804  | 890  | 914  |

| 1856 | 1861  | 1866  | 1872  | 1876  | 1881  | 1886  | 1891  | 1896  |
| ---- | ----- | ----- | ----- | ----- | ----- | ----- | ----- | ----- |
| 941  | 1 008 | 1 083 | 1 150 | 1 075 | 1 046 | 1 024 | 1 114 | 1 183 |

| 1901  | 1906  | 1911  | 1921  | 1926  | 1931  | 1936  | 1946  | 1954  |
| ----- | ----- | ----- | ----- | ----- | ----- | ----- | ----- | ----- |
| 1 243 | 1 277 | 1 348 | 1 239 | 1 211 | 1 134 | 1 109 | 1 137 | 1 064 |

| 1962 | 1968 | 1975 | 1982  | 1990 | 1999  | 2005  | 2006  | 2010  |
| ---- | ---- | ---- | ----- | ---- | ----- | ----- | ----- | ----- |
| 978  | 940  | 980  | 1 003 | 968  | 1 139 | 1 223 | 1 216 | 1 359 |

| 2015  | 2020  | 2022  | - | - | - | - | - | - |
| ----- | ----- | ----- | - | - | - | - | - | - |
| 1 383 | 1 440 | 1 496 | - | - | - | - | - | - |

#### Pyramide des âges
En 2018, le taux de personnes d'un âge inférieur à 30 ans s'élève à 39,3 %, soit au-dessus de la moyenne départementale (36,7 %). À l'inverse, le taux de personnes d'âge supérieur à 60 ans est de 17,1 % la même année, alors qu'il est de 24,9 % au niveau départemental.
En 2018, la commune comptait 723 hommes pour 677 femmes, soit un taux de 51,64 % d'hommes, largement supérieur au taux départemental (48,50 %).
Les pyramides des âges de la commune et du département s'établissent comme suit.
| Hommes | Classe d’âge | Femmes |
| ------ | ------------ | ------ |
| 0,1    | 90 ou +      | 0,1    |
| 3,2    | 75-89 ans    | 3,7    |
| 12,1   | 60-74 ans    | 15,1   |
| 21,8   | 45-59 ans    | 19,3   |
| 23,7   | 30-44 ans    | 22,3   |
| 16,5   | 15-29 ans    | 17,7   |
| 22,6   | 0-14 ans     | 21,8   |

| Hommes | Classe d’âge | Femmes |
| ------ | ------------ | ------ |
| 0,5    | 90 ou +      | 1,6    |
| 5,6    | 75-89 ans    | 8,9    |
| 16,7   | 60-74 ans    | 18,1   |
| 20,2   | 45-59 ans    | 19,2   |
| 18,9   | 30-44 ans    | 18,1   |
| 18,2   | 15-29 ans    | 16,2   |
| 19,9   | 0-14 ans     | 17,9   |

## Culture locale et patrimoine

### Lieux et monuments
- L'église Saint-Omer de 1887.
- Le monument aux morts, qui commémore les guerres de 1914-1918, de 1939-1945, d'Indochine et d'Algérie
- La plaque aux morts (1914-1918) de la paroisse dans l'église.
- Stèle de Georges Mauffait, résistant d'Audruicq, tué à Vieille-Église le 25 septembre 1944.
- Neuf séchoirs à chicorée sont inventoriés dans la base Mérimée.

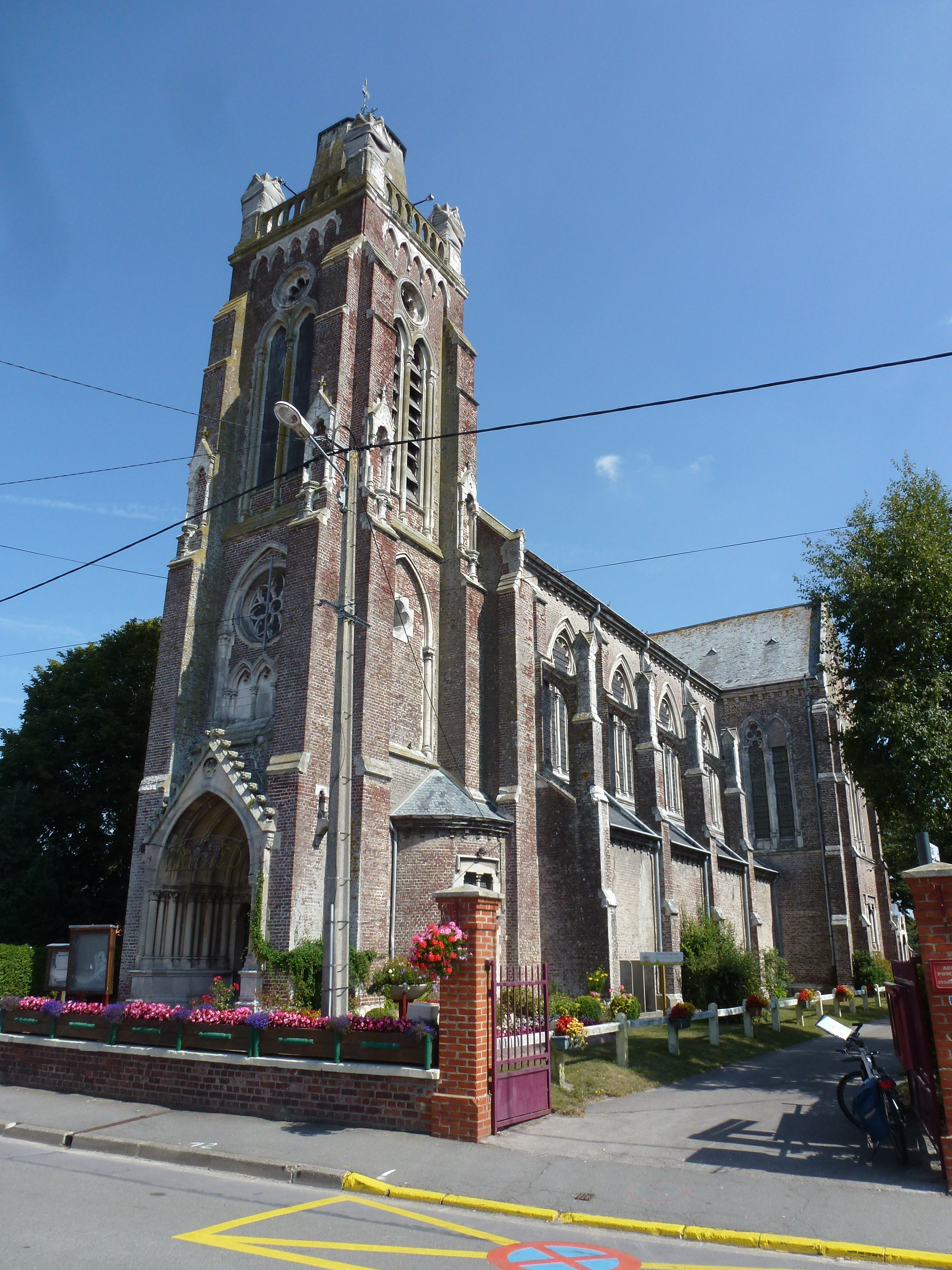
Église Saint-Omer.
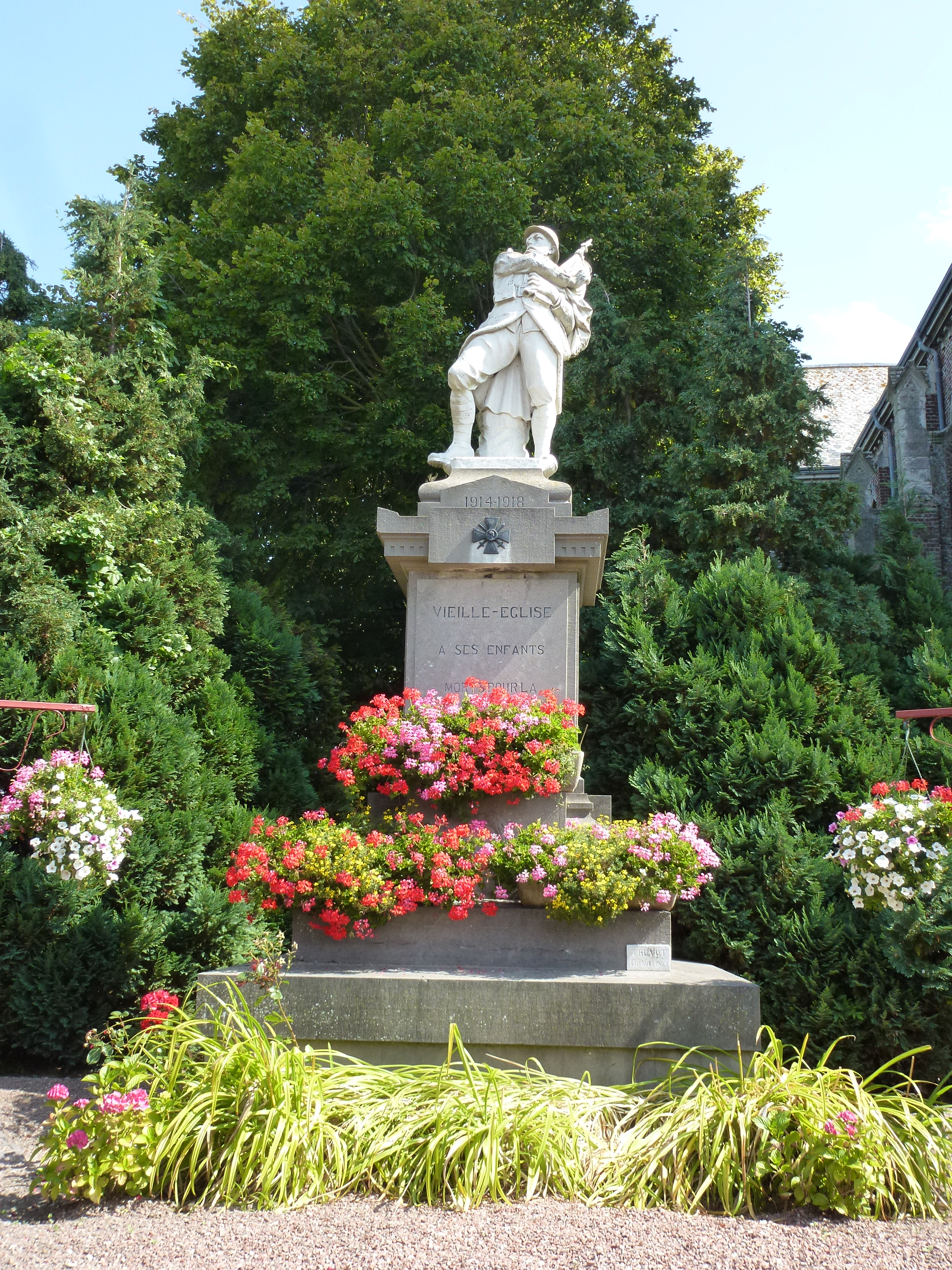
Monument aux morts.
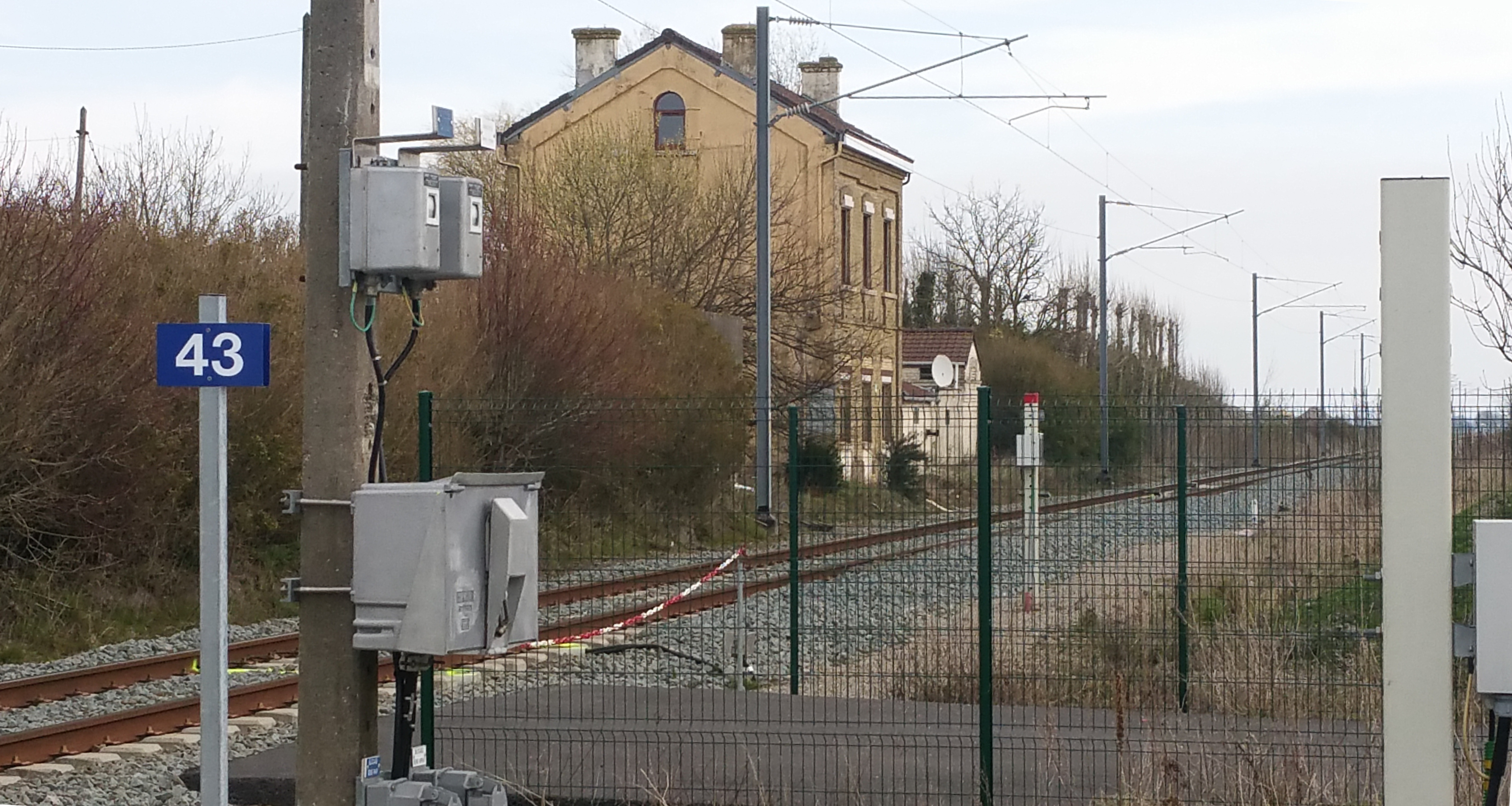
L'ancienne gare

### Langues
Le flamand était encore parlé jusqu'au XIXe siècle.

### Personnalités liées à la commune
- Georges Dupas, (1916-2009), enseignant, historien et érudit local, né à Vieille-Église.

### Héraldique
| Armes de Vieille-Église | Les armes de Vieille-Église se blasonnent ainsi : D'azur au chevron d’argent chargé d’une mâcle de gueules, accompagné en chef de deux tours aussi d’argent et en pointe d’une chicorée arrachée du même. |

## Pour approfondir